# Diplacina nana
Diplacina nana là loài chuồn chuồn trong họ Libellulidae. Loài này được Brauer mô tả khoa học đầu tiên năm 1868.